# اسحق رافائيل
اسحق رافائيل (بالعبرية: יצחק רפאל ولد في 5 يوليو 1914 وتوفي في 3 أغسطس 1999) كان أحد السياسيين الإسرائيليين الذين شغلوا منصب وزير الأديان في منتصف السبعينات.

## روابط خارجية
- اسحق رافائيل على الموقع الإلكتروني للكنيست